# Bo Burnham
Robert Pickering "Bo" Burnham, född 21 augusti 1990 i Hamilton i Massachusetts, är en amerikansk komiker, singer/songwriter, musiker, skådespelare och internetkändis. Han skriver komiska och satiriska sånger med en politiskt inkorrekt inriktning. Han har med sina Youtube-videor haft mer än 864 miljoner visningar, mars 2024. Hans första EP, Bo fo Sho, släpptes i juni 2008 av Comedy Central Records, som han nyligen hade tecknat ett fyraårigt skivkontrakt med. Hans första fullängdsalbum Bo Burnham släpptes av samma skivbolag i mars 2009. Vid 18 års ålder blev Burnham den yngsta personen som spelade in en halvtimmes komedispecial med Comedy Central.[källa behövs] 2010 släpptes Burnhams andra album, Words Words Words, tillsammans med hans första live-komediespecial med samma namn, som sändes på Comedy Central. Hans tredje album och andra komedispecial, what., släpptes 2013 på sin YouTube-kanal och Netflix. Burnham slutade första plats totalt i omröstningen under 2011 Comedy Central Stand-up Showdown.[källa behövs] Hans tredje stand-up-komediespecial, Make Happy, släpptes exklusivt på Netflix den 3 juni 2016. Burnham släppte sin fjärde stand-up show Inside på Netflix, den 30 maj, 2021. Han har själv skrivit och spelat in den hemma under Covid-19 pandemin.
Förutom sin karriär som komiker skapade och spelade Burnham i MTV-TV-serien Zach Stone Gonna Be Famous och släppte sin första poesibok, Egghead: Or, You Can't Survive on Ideas Alone, 2013. Hans första långfilm som författare och regissör, Eighth Grade, släpptes i juli 2018 för utbredd kritik och fick många utmärkelser, inklusive Writers Guild of America Award för bästa originalmanus och Directors Guild of America Award för enastående regi - Första- Time Feature Film.[källa behövs] År 2020 spelade Burnham som Ryan Cooper i bästa filmkandidaten Promising Young Woman. Han har även medverkat i den amerikanska komedin American Virgin som Ed Curtzmans filmare.

## Biografi
Burnham föddes den 21 augusti 1990 i Hamilton, Massachusetts, den yngsta av Scott Burnhams, ett byggföretagets ägare tre barn, och Patricia, en hospicesjuksköterska vars arbete skuggades i ett avsnitt 2014 av This American Life. År 2008 tog han examen från St. John's Preparatory School i Danvers, Massachusetts, där han var på hedersrollen och deltog i teater och campusprogrammet.[källa behövs] Han antogs till New York Universitys Tisch School of the Arts för att studera experimentell teater, men i stället skjutit upp sin antagning i ett år för att bedriva en karriär inom komedi.[källa behövs]

## Karriär

### Tidig karriär
År 2006 filmade Burnham sig själv med två låtar och lade upp dem på YouTube för att dela med sin familj. Videorna blev snabbt populära genom YouTube, Break.com och andra webbplatser. Tillsammans med sig själv på gitarr eller digitalt piano, fortsatte Burnham att släppa självbeskrivna "pubescent musical comedy" låtar och videor online när hans publik växte. Beskriven i The Boston Globe som "samtidigt hälsosam och störande, intim på ett folkligt-läskigt sätt",[källa behövs] Burnham skrev och släppte låtar om privilegiet man har som en vit person, Helen Kellers funktionshinder, homosexualitet och mer. Alla Burnhams hemutgivna videor spelades in i och runt hans familjs hem i Hamilton, Massachusetts, mest i hans sovrum, och hade en avsiktlig "gör-det-själv [känsla], nästan som voyeurism". Burnhams musik och föreställningar behandlar ämnen som ras, kön, mänsklig sexualitet och religion. Burnham beskriver sin personlighet på scenen som en "mer arrogant, fast version" av sig själv.[källa behövs] När han talade med The Detroit News om hans rappning uttryckte han sin avsikt att hedra och respektera hip-hop-musikens perspektiv och kultur.[källa behövs] Burnham spelade in en föreställning i London för Comedy Central's The World Stands Up i januari 2008 (sändes den 30 juni 2008) och tecknade ett fyraårigt skivkontrakt med Comedy Central Records. Comedy Central Records släppte Burnhams första EP, Bo fo Sho, som ett album som endast släpptes den 17 juni 2008. Burnhams första hela album, den självbetitlade Bo Burnham, släpptes den 10 mars 2009. Burnham har framfört sin musik i USA, inklusive Cobb's Comedy Club, YouTube Live i San Francisco och Carolines Comedy Club i New York City och internationellt i London och Montreal. I augusti 2010 nominerades Burnham till "Best Comedy Show" vid Edinburgh Comedy Awards 2010 efter hans invigande föreställning (av Bo Burnham: Words, Words, Words).[källa behövs] Han fick istället "Panelpriset", ett pris på 5 000 euro för "den show eller handling som mest har fångat komediandan i Fringe 2010".[källa behövs]
Burnhams första erfarenhet av kontroverser om hans musik kom den 3 mars 2009, när femton studenter från Westminster College (medlemmar av campus 'Gay-Straight Alliance, Black Students Association, International Club och Cultural Diversity Organization) protesterade mot sin konsert där den kvällen, på grund av hans användning av homofoba och rasistiska termer i föreställningar.[källa behövs] Av kontroversen sa han, "Det är så ironiskt eftersom gay bashers var de som märkte mig på gymnasiet... Jag försöker skriva satir som är välmenande. Men dessa avsikter måste döljas. Det kan inte vara helt klart och det är det som gör det till komedi."[källa behövs] Trots högskolans erkännande att de hade bokat Burnham medan de var okunniga om hans showmaterial, berömde studentdekan John Comerford möjligheterna till diskurs som kontroversen gav skolan. Den 21 maj 2010 tejpade Burnham sin första en timmes stand-up-special med titeln Words Words Words, för Comedy Central från House of Blues i Boston som en del av nätverkets nya "House of Comedy" -serie med stand-up-specialerbjudanden; den sändes på Comedy Central den 16 oktober 2010 och släpptes den släpptes den 18 oktober 2010.[källa behövs] Burnhams andra special, med titeln what., släpptes på både Netflix och YouTube den 17 december 2013. År 2010 skrev Burnham, verkställande producerade och spelade rollen i Zach Stone Is Gonna Be Famous tillsammans med Dan Lagana, Luke Liacos och Dave Becky. Serien plockades inte upp för en andra säsong och avslutades officiellt den 26 juni 2013. Burnhams nästa komedispecial, Make Happy, producerades av Netflix och släpptes den 3 juni 2016. Burnhams senaste special, Inside, släpptes den 30 maj 2021 på Netflix och är filmat av Burnham själv i sitt hem under Covid-19 pandemin.

### Genombrott
Under uppträdandet på Montreal Just for Laughs-festivalen 2008 träffade Burnham regissören och producenten Judd Apatow. I september förhandlade Burnham med Universal Pictures för att skriva och skapa musiken till en Apatow-producerad komedifilm som han beskriver som "anti-High School Musical", även om Burnham insisterar på att manuset inte är en parodi på Disney-musikalerna, men ett försök att efterlikna gymnasiet han gick på.[källa behövs] I hopp om att spela i filmen som han skrev, sa Burnham till tidningen Wired att han kallade stjärnan "Bo" i en "inte så subtil ledtråd [han] vill att ska vara med i den". I en intervju i mars 2009 med Bostons Weekly Dig utarbetade Burnham sitt arbete med filmen.[källa behövs] När han inte spelar spenderar Burnham åtta timmar om dagen på att skriva musiken och sina nätter på att skriva manuset, varav han har avslutat det första utkastet. Han skrev tillsammans manuset med Burnham och var hans gymnasievän Luke Liacos. I en intervju med MTV i oktober 2010 medgav Burnham att han inte visste någonting om framtiden för projektet, och att allt så effektivt som möjligt visade sig vara i luften.[källa behövs] I maj 2009 började viral marknadsföring dyka upp för Funny People, där Burnham spelar roll i en NBC-sitcom vid namn Yo Teach! I kampanjen spelar Burnham mot Jason Schwartzman, som student i den senare engelskkursen.[källa behövs]
Burnham skrev och regisserade sin första långfilm, Eighth Grade, som producerades och distribuerades av A24 och hade premiär på Sundance Film Festival i januari 2018. Filmen har fått universell hyllning av kritiker: den fick 99% godkännande för Rotten Tomatoes baserat på 313 betyg, och har ett genomsnittligt betyg av 89 av 100 för Metacritic.[källa behövs] Burnham har också regisserat två komediespecialer, Jerrod Carmichael: 8 (2017) för HBO och Chris Rock: Tamborine (2018) för Netflix.[källa behövs] I en intervju med Vulture diskuterade Burnham hans regi-syn när han regisserade en komediespecial som sa: "Jag närmade mig [specialen], som var att jag gjorde en översikt över de känslor som jag får ut av att se den här personen uppträda och frågar," Hur kan jag återskapa det för publiken så bra som möjligt? Hur kan jag skapa en bra behållare för saken? " Men saken tillhandahålls av dem, så mycket regi går bara ur vägen."[källa behövs]
2020 uppträdde han tillsammans med Carey Mulligan i Emerald Fennells svarta komediehämndshriller Promising Young Woman. Han spelar Ryan Cooper, en barnläkare som är kär i Cassie (Mulligan). Filmen debuterade på Sundance Film Festival, där den fick utmärkelser och kritikerros, inklusive en nominering till Oscar för bästa film.[källa behövs] I en intervju uttalade Burnham, "Det här är en historia jag aldrig kunde berätta. Detta är ett perspektiv jag inte har. Efter att ha gjort mina egna saker är det som att jag verkligen gillar tanken på, jag vill bara tjäna någon annans vision."[källa behövs]
I mars 2021 tillkännagavs att Burnham har tänkt att spela Boston Celtics-legenden Larry Bird i Adam McKays HBO-dramaserie baserad på Jeff Pearlmans bok, "Showtime: Magic, Kareem, Riley och Los Angeles Lakers-dynastin på 1980-talet". I april 2021 meddelade Burnham på sociala medier att han hade filmat en ny special, kallad Inside, utan publik, som skulle debutera på Netflix senare under året. Den 21 maj meddelades släppdatumet som den 30 maj.

### Privatliv
Burnham var i ett förhållande med filmskaparen Lorene Scafaria mellan 2013 och 2022. Kring december 2022 började det att ryktas om en relation mellan Burnham och sångerskan Phoebe Bridgers. Ryktena bekräftades i augusti 2023.
Burnham har uppgett att hans influenser inkluderar Steve Martin, Hans Teeuwen, George Carlin, Mitch Hedberg, Anthony Jeselnik, Tim Minchin, Demetri Martin och Flight of the Conchords.[källa behövs]

#### Spelningar
- Bo Burnham Fake I.D. – höst 2009
- Bo Burnham and (No) Friends – höst 2010
- Bo Burnham Live (UK/US Tour) – juni 2011–juli 2012
- Bo Burnham: what. Tour – sommar 2013
- Bo Burnham: 'Make Happy' Tour – höst 2015